# Gilda Langer
Gilda Langer (Přívoz, 16 maggio 1896 – Berlino, 31 gennaio 1920) è stata un'attrice tedesca.

## Biografia
Nata a Oderfurt, ora Přívoz, nella Moravia tedesca, nel 1915 Gilda Langer si trovava a Vienna, fidanzata con lo scrittore Carl Mayer quando questi la invitò a trasferirsi a Berlino per recitare nel Residenztheater. Nel 1918 partecipò al suo primo film, Das Rätsel von Bangalor, con Conrad Veidt e Harry Liedtke. Seguirono altri sei film tra il 1918 e il 1919, tra i quali tre diretti dal giovane regista Fritz Lang, finché le fu offerta la parte di protagonista femminile ne Il gabinetto del dottor Caligari, scritto da Carl Mayer e Hans Janowitz, ma si ammalò di influenza spagnola e morì il 31 gennaio 1920, a soli 23 anni.
Dopo Mayer, Gilda Langer era stata fidanzata con il regista Paul Czinner. È sepolta nel Sudwestfriedhof di Stahnsdorf.

## Filmografia
- Das Rätsel von Bangalor (1918)
- Ringende Seelen (1918)
- Halbblut (1918)
- Das Mädchen mit dem Goldhelm (1919)
- Der Herr der Liebe (1919)
- I ragni: Il lago d'oro (1919)
- Die Frau mit den Orchideen (1919)